# 정글 짐

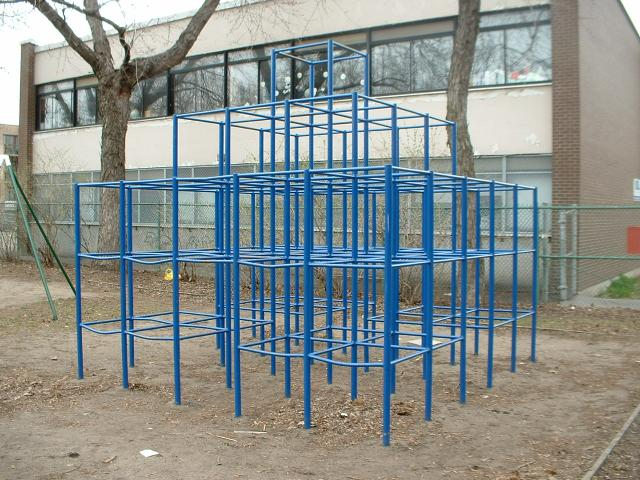
일반 정글 짐.

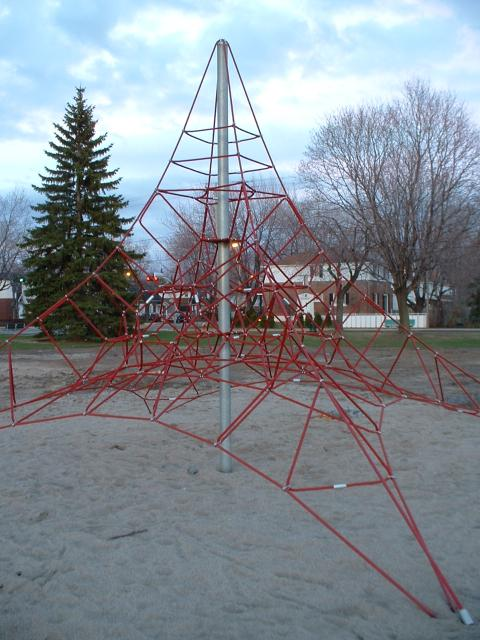
캐나다 퀘벡 주 몬트리올 세인트 로랑 지역 쿠시뇨 공원의 밧줄 정글 짐.

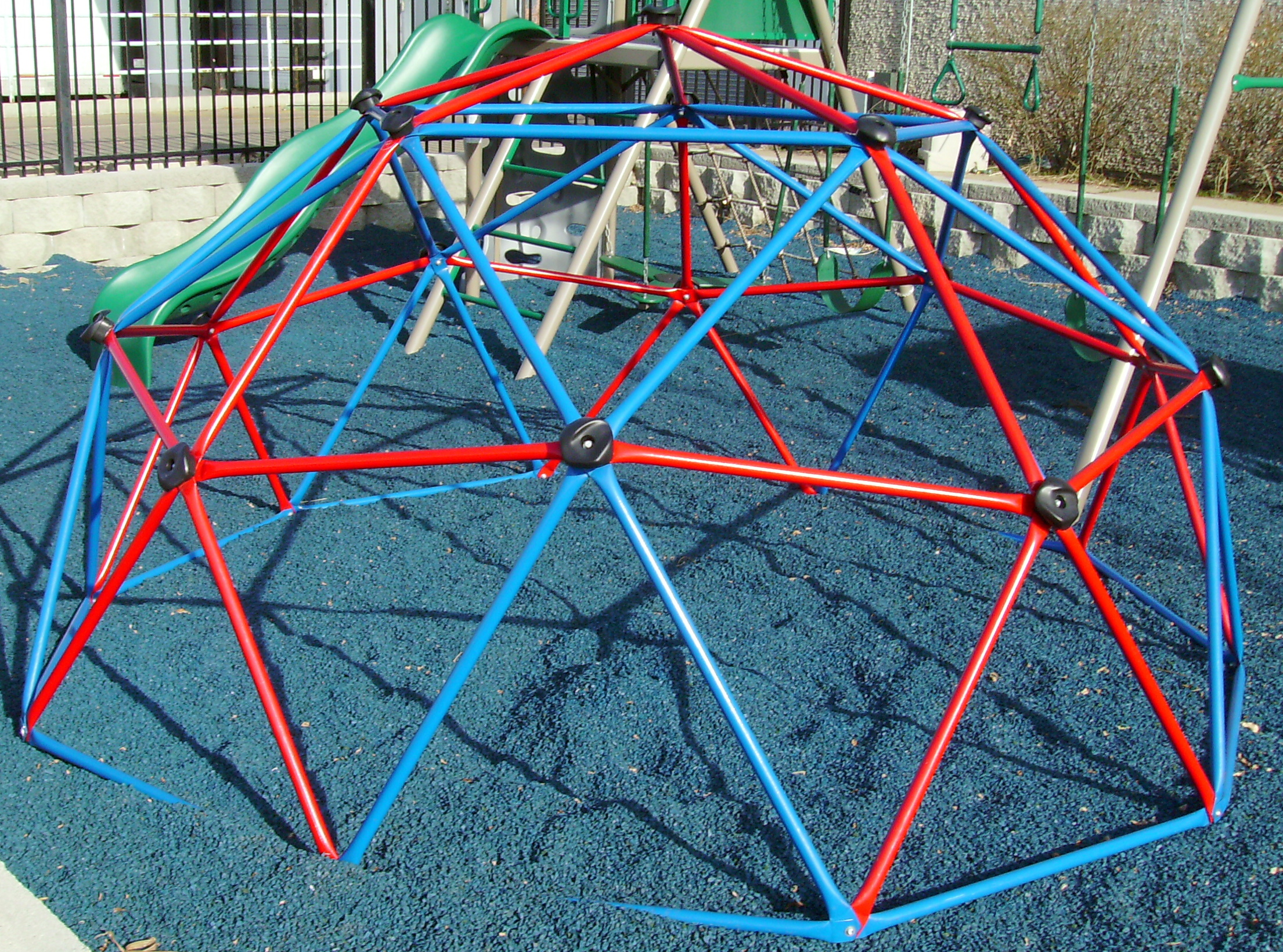
가정용 돔 클라이머

정글짐(영어: jungle gym) 또는 몽키바(영어: monkey bars) 혹은 클라이밍 프레임(영어: climbing frame)은 둥근 쇠파이프, PVC 및 플라스틱, 목재, 로프 등을 가로 세로로 조립하여, 어린이들이 오르내리고 건너며 놀도록 만든 놀이터에 있는 놀이기구이다. 비교적 크고, 금속으로 되어 있고, 육면체 모양인 정글 짐이 흔하다.

## 서구의 정글 짐
서구에서도 비교적 크고, 금속으로 되어 있고, 육면체 모양인 정글 짐이 흔하였다. 하지만, 어린이들이 그것을 타고 놀다가 떨어져, 찰과상, 염좌, 골절 등의 부상을 종종 당하기도 하였다. 그래서, 오늘날에는 밧줄을 엮어 만든 정글 짐이 설치되고 있다. 또한, 목재 플랫폼이 있으며, 바깥쪽에는 사닥다리나 난간이 있는 정글 짐도 많이 설치되고 있다.

### 서구의 정글 짐의 역사
최초의 정글 짐은 1920년 시카고의 변호사 세바스챤 힌튼(Sebastian Hinton)이 발명하여 특허 출원하였다. 당시의 정글 짐은 등록된 상표명인 "정글짐"(Junglegym)이란 상표가 붙어 판매되었다. "몽키 바"라는 용어는 1955년에 최초로 문헌에 등장하였다. 세바스챤 힌튼의  1920년 발명에서도 어떤 기구를 아아들이 "원숭이처럼" 오르내리는 것이 아이들을 위한  운동 및 놀이로서  좋은 일이라는 언급이 있기도 하였지만 말이다. 하지만, 세바스챤 힌튼의 발명의 최종 목적은 3차원 기구에서 x,y,z 좌표를 말하면, 어린이들이 서로 경쟁적으로 그 좌표에 해당하는 교차점에 닿게 하는 놀이를 어린이들로 하여금 하게 함으로써, 어린이들의 3차원 공간에 대한 기초적인 이해를 돕는다는 데 있었다. 데카르트 좌표계의 개념을 만져서 알 수 있는 물리적인 지점을 통해 이해할 수 있게 된다는 말이었다.

## 몽키 바

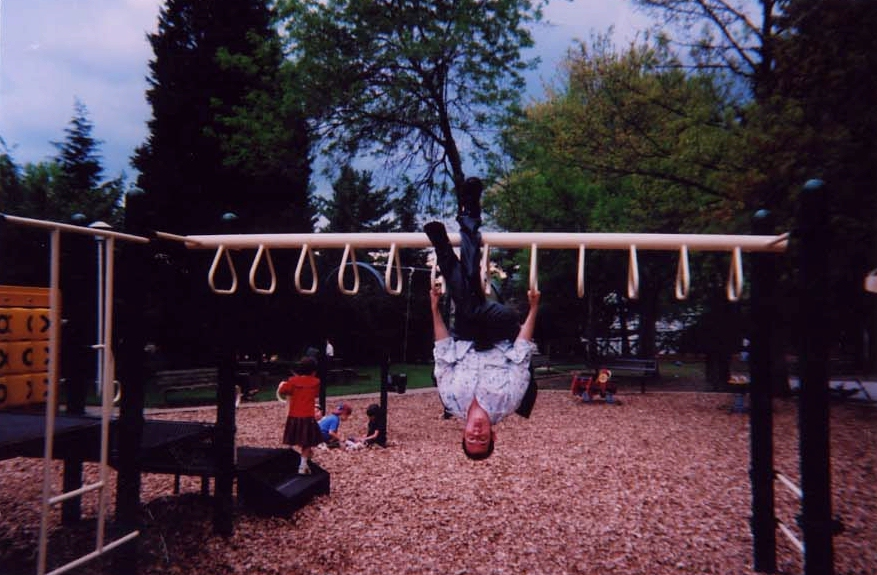
몽키 바

몽키 바는 막대를 나란히 달아 놓은 놀이 기구이다. 막대를 높이 달아 놓아서, 어린이가 매달렸을 때 발이 지면으로부터 떨어지도록 만들어 놓은 것이다. 어린이로 하여금 매달려 한 팔 한 팔 엇갈려 막대를 붙잡아 앞으로 나아갈 수 있게 해준다. 종종 어린이가 이것에서 떨어져 다칠 수 있다.
떨어져 다치는 것을 방지하기 위해 지면을 덮는 충격 흡수 재로서 나무 조각들을 몽키 바 밑에 두껍게 깔아 놓기도 한다. 미국 내에서는 미국의 국가 안전 위원회(National Safety Council)가 놀이터 몽키 바가 너무 위험하므로, 몽키 바를 놀이터에 설치하지 않도록 권고하고 있다..

## 사진 모음

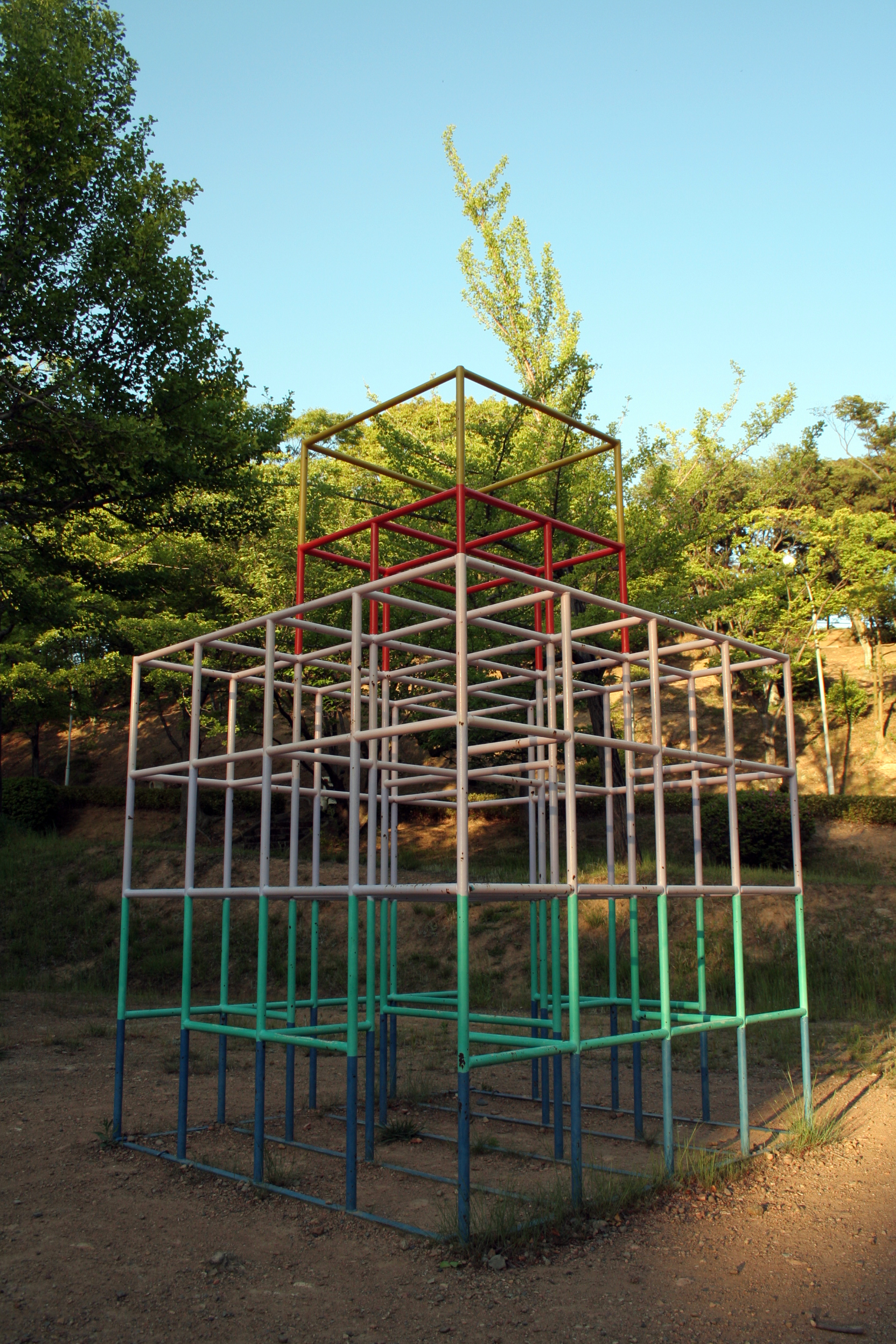
정글 짐. 일본. 테가라야마.
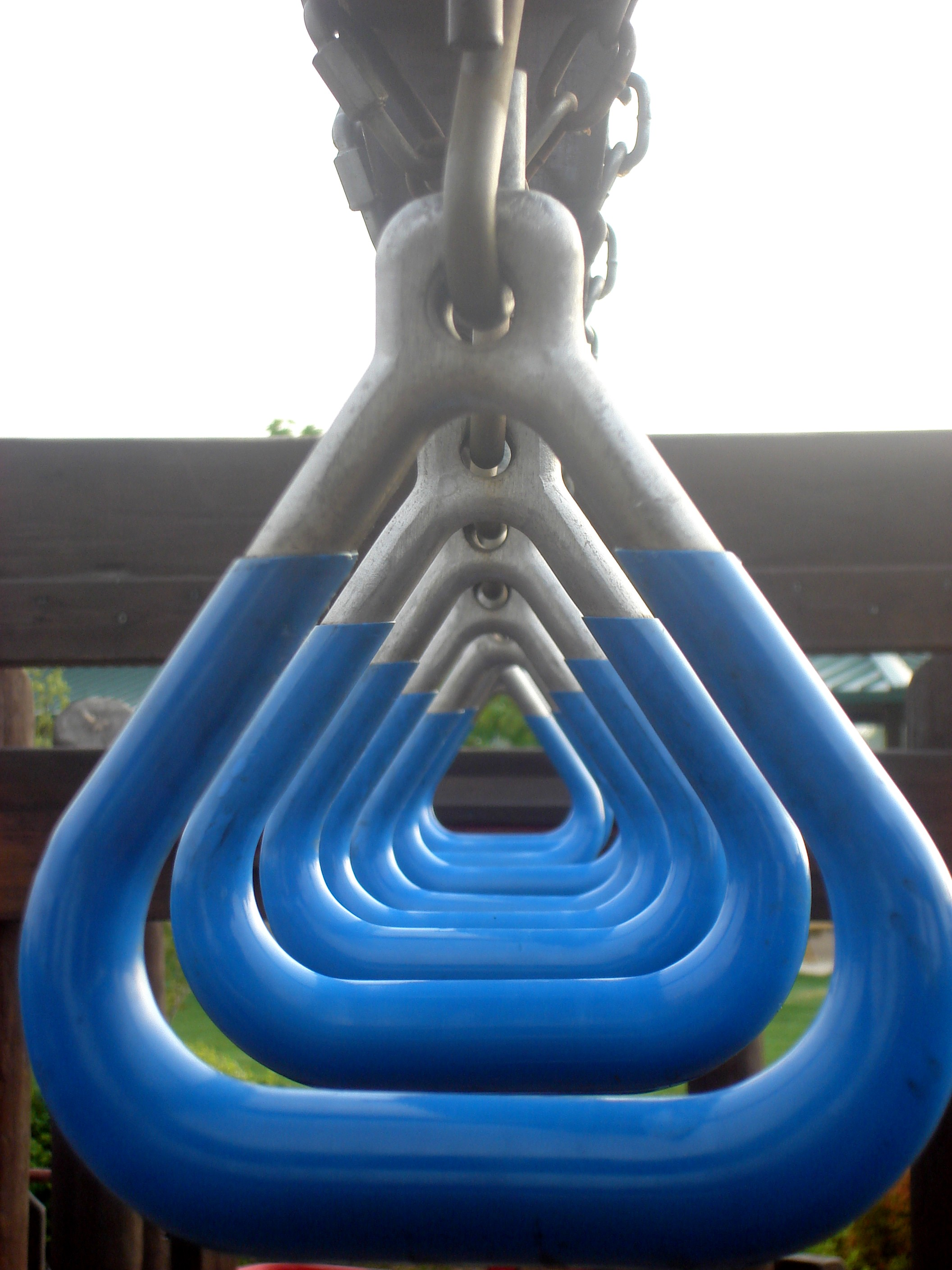
몽키 바.

## 참고 웹페이지
- 정글 짐의 발명